# Nicolaj Køhlert
Nicolaj Beier Køhlert (født 21. januar 1993) er en dansk professionel tidligere fodboldspiller, der bl.a. har spillet for Silkeborg IF og Valur Reykjavik. Han startede sin fodboldkarriere i Esbjerg fB som ungdomsspiller og skiftede herefter til den engelske traditionsklub Liverpool FC. Her tørnede han ud for reserveholdet og U18-holdet. Efterfølgende skiftede han til skotske Glasgow Rangers, hvor han spillede for reserveholdet i seks måneder.

## Karriere

### Esbjerg fB
Nicolaj Køhlert begyndte sin fodboldkarriere i Esbjerg fB.

### Liverpool F.C.
Et år efter hans skifte til Esbjerg fB og i en alder af 16 år skiftede han til Liverpool i England. Her spillede han for reserverne og U/18-holdet og fik aldrig sin debut på klubbens førstehold.

### Rangers F.C.
I sommeren 2011 skiftede Køhlert til Rangers i Skotland. Han spillede for reserverne i seks måneder før han skiftede til Silkeborg IF på en fri transfer.

### Silkeborg IF
I vinterpausen 2011/12 hentede Silkeborg IF det 19-årige stortalent Nicolaj Køhlert til klubben. Det blev offentliggjort den 27. januar 2012, at klubben havde hentet den 19-årige dansker i Glasgow Rangers F.C. på en fri transfer. Nicolaj Køhlert fik sin debut i Superligaen den 17. marts 2013, da han blev skiftet ind i det 83. minut i stedet for Jesper Bech i et 1-0-nederlag til Randers FC.
Han spillede ni kampe i sin første sæson i Silkeborg, hvoraf de tre var med fuld spilletid, mens de seks andre optrædener var indskiftninger.
Efter nedrykningen til NordicBetligaen i sommeren 2013 fortsatte Køhlert sin rolle som indhopper og erstatningsspiller, hvilket i efteråret 2013 førte til deltagelse i 11 kampe. I starten af forårssæsonen 2014 havde Køhlert rykket sig, og han blev langt ind i foråret benyttet som fast mand i startopstillingen på den defensive del af midtbanen. Kun skader i de sidste kampe forhindrede, at han ikke deltog i samtlige forårskampe fra start. I alt blev han i oprykningsæssonen noteret for 22 kampe.
Skader spillede også ind i sæsonen 2014/15, hvor Køhlert kun var med i fem kampe. Det svækkede dog ikke tilliden fra SIFs side til midtbane-talentet, der fik forlænget sin aftale i slutningen af 2014 med yderligere 3,5 år.

#### NSI Runavik (leje)
Han blev i februar 2016 udlejet til den færøske klub NSI Runavik på en otte månederes aftale. Her nåede han blandt andet at spille to Europa League kvalifikationskampe mod hviderussiske Shakhtyor Soligorsk.

### Valur Reykjavik
Den 12. december 2016 blev det offentliggjort, at Køhlert fik sin kontrakt med Silkeborg IF ophævet for at skifte til islandske Valur Reykjavik, hvor han skrev under på en toårig aftale.
Kontrakten blev ophævet i juni 2017, hvorfor han var fri til at søge efter ny klub.

### Brabrand IF
Han skiftede sidst i september 2017 til Brabrand IF, hvor han skrev under på en kontrakt gældende frem til årsskiftet. Selvom han kom sent ind i truppen, blev han hurtigt en del af startopstillingen. I efteråret spillede han ni kampe, heraf otte som en del af startopstillingen.
Han forlod klubben ved udgangen af 2017 og var efterfølgende forår uden klub. I august 2018 blev det offentliggjort, at Køhlert havde indstillet karrieren.

## Privatliv
Nicolaj Køhlert mødte i vinteren 2011 sin kone Ida Køhlert. Parret blev gift den 13. juni 2015 i Silkeborg Kirke. I 2018 blev parret forældre til sønnen Tristan.